# اسکار-هاینریش بر
اسکار-هاینریش بِر (۲۵ مه ۱۹۱۳–۲۸ آوریل ۱۹۵۷) یک خلبان تک‌خال آلمانی لوفت‌وافه بود که در طول جنگ جهانی دوم در اروپا می‌جنگید.  بر بیش از یک هزار مأموریت جنگی پرواز کرد، و در جبهه‌های غربی، شرقی و مدیترانه ای جنگید. او ۱۸ بار وی از اصابت و سقوط هواپیما جان سالم به در برد و طبق سوابق موجود در آرشیو فدرال آلمان، وی ادعا کرد که ۲۲۸ فروند هواپیمای دشمن را ساقط کرده و اعتبار ۲۰۸ پیروزی هوایی نیز به وی تعلق گرفته‌است که ۱۶ مورد از آنها در یک جنگنده جت ماسیرشمیت مه ۲۶۲ بوده‌است.
بر، اهل زاکسن، در سال ۱۹۳۴ به رایشسور پیوست و در سال ۱۹۳۵ به لوفت وافه منتقل شد. او ابتدا به عنوان مکانیک کار می‌کرد، سپس به عنوان خلبان هواپیماهای حمل و نقل، به صورت غیررسمی به عنوان خلبان جنگنده آموزش می‌دید. او اولین پیروزی هوایی خود را در سپتامبر ۱۹۳۹ در مرز فرانسه ادعا کرد. با پایان نبرد بریتانیا، آمار پیروزی‌های وی به ۱۷ افزایش یافته بود. او که برای شرکت در عملیات بارباروسا به جبهه شرقی منتقل شده بود، به سرعت پیروزی‌های بیشتری را جمع کرد، شاهکاری که برای او به خاطر ۹۰ پیروزی هوایی در فوریه ۱۹۴۲ صلیب شوالیه صلیب آهنین با برگهای بلوط و شمشیرها را به ارمغان آورد.
در طول بقیه زمان جنگ جهانی دوم، بر به ۱۳۰ پیروزی هوایی دیگر دست یافت، دستاوردی که به‌طور معمول می‌توانست صلیب شوالیه صلیب آهنین با برگ بلوط، شمشیر و الماس به ارمغان آورد.  عدم علاقه شخصی هرمان گورینگ به بر، همراه با شخصیت سرکش بور و عدم نظم و انضباط نظامی، وی را از این جایزه محروم کرد. پس از جنگ جهانی دوم، بر فعالیت خود را به عنوان هوانورد ادامه داد. وی در ۲۸ آوریل ۱۹۵۷ در نزدیکی براونشوایگ در یک حادثه پرواز کشته شد.

## استنادات
1. ↑  Spick 1996.
2. ↑  Toliver & Constable 1998.